# 神奈川県道712号松田停車場線
神奈川県道712号松田停車場線（かながわけんどう712ごう まつだていしゃじょうせん）は、神奈川県足柄上郡松田町と開成町を結ぶ一般県道。

## 概要
- 総延長：1.7km
- 起点：足柄上郡松田町松田惣領 松田駅前
- 終点：足柄上郡開成町延沢 新延沢交差点（神奈川県道720号怒田開成小田原線）

※括弧内は該当地点で接続する主要道路。
- Google マップ

## 路線状況

### 重複区間
- 松田駅入口交差点 - 河南沢交差点（神奈川県道72号松田国府津線）

## 地理

### 通過する自治体
- 神奈川県
  - 足柄上郡松田町 - 足柄上郡開成町

### 経路および交差する道路・鉄道路線・河川
- 神奈川県足柄上郡松田町
  - 松田駅前
  - 松田駅入口交差点（神奈川県道72号松田国府津線・神奈川県道712号旧道）
  - 河南沢交差点（神奈川県道72号松田国府津線）
  - 立体交差（御殿場線）
  - 新十文字橋（酒匂川）
- 神奈川県足柄上郡開成町
  - 新延沢交差点（神奈川県道720号怒田開成小田原線）

## かつて指定されていた区間
- Google マップ

### 重複区間
- 信号無交差点（松田惣領） - 河南沢交差点（神奈川県道72号松田国府津線）

### 経路および交差する道路・鉄道路線・河川
- 神奈川県足柄上郡松田町
  - 松田駅前[1]
  - 信号無交差点（松田町松田惣領、神奈川県道72号松田国府津線）
  - 松田駅入口交差点（神奈川県道72号松田国府津線重複区間内、神奈川県道712号現道）